# Ente Provincial de Agua y Saneamiento
El Ente Provincial de Agua y Saneamiento (EPAS) es una empresa estatal dedicada a la prestación del servicio de agua potable y cloacas en la Provincia del Neuquén (Argentina).

## Historia
Originalmente, el servicio de agua y saneamiento era prestado por Obras Sanitarias de la Nación (OSN), que cedería la administración del servicio a la provincia mediante la Ley Provincial N° 1250-1980. Al año siguiente, y mediante la Ley Provincial N° 1314-1981, se crea la Administración Provincial del Agua (APA), que fue un organismo centralizado dependiente Ministerio de Obras y Servicios Públicos. Esta administración estaba conformada por el Servicio Provincial de Agua Potable y Saneamiento, la Dirección General de Hidráulica y la Dirección General de Aguas Subterráneas y Perforaciones.
Lo que hoy se conoce como EPAS fue creado mediante la ley provincial N° 1763-1988, sancionada el 13 de octubre de 1988, y comprende un directorio dependiente de la Subsecretaría de Servicios Públicos.

### Presidentes de la Compañía desde 1988
- Ing. Aníbal Coco
- Ing. Ricardo Estévez
- Ing. Eduardo Müller
- Ing. Luis Marcelo Lazcano
- Ing. Mario Morán
- Ing. Horacio Carvalho
- Ing. Nelson Damiani
- Ing. Ricardo Pacheco
- Cr. Víctor Marecos
- Ing. Eduardo Vidal
- Ing. Mauro Millán (2015-2022)
- Lic. Martín Herrera Desmit (2022-2023)
- Lic. Gustavo Hernández (2023-presente)

## Servicios
El EPAS presta servicios de potabilización de agua y tratamiento de efluentes cloacales en casi la totalidad de localidades de la provincia, exceptuando aquellas ciudades donde el suministro de agua es administrado por cooperativas o entes municipales, siendo el caso de Zapala (EAMSeP) y San Martín de los Andes (Cooperativa de Agua Potable SMA).
La empresa administra la totalidad de las plantas de tratamiento de agua potable y tratamiento de líquidos cloacales de la provincia, así como también una serie de acueductos para el transporte de agua hacia zonas de gran demanda o escasos recursos hídricos naturales.

### Acueductos
- Acueducto "Buena Esperanza" (Río Neuquén → Cutral Có y Plaza Huincul).
- Acueducto "San Isidro Labrador" (Lago Los Barreales → Cutral Có y Plaza Huincul)).
- Acueducto Añelo (Río Neuquén → Añelo).
- Acueducto Multipropósito Marí Menuco - Confluencia (Lago Mari Menuco → Neuquén).
- Acueducto "Nuevas Urbanizaciones" (Río Colorado → Rincón de los Sauces).
- Acueducto Taquimilán (Río Neuquén → Taquimilán).

## Área de Operación
Esta empresa tiene su sede central en la capital provincial, y dispone de centros de atención al público en las siguientes localidades:
- Andacollo, Minas.
- Chos Malal, Chos Malal.
- Cutral Có, Confluencia.
- Junín de los Andes, Huiliches.
- Neuquén, Confluencia.
- Senillosa, Confluencia.
- Taquimilán, Ñorquín.
- Villa El Chocón, Confluencia.
- Villa La Angostura, Los Lagos.